# Orincles
Orincles (Aurinclas en occitan) est une commune française située dans le centre du département des Hautes-Pyrénées, en région Occitanie.
Sur le plan historique et culturel, la commune est dans l’ancien comté de Bigorre, comté historique des Pyrénées françaises et de Gascogne. Exposée à un climat océanique altéré, elle est drainée par l'Échez, la Géline et par divers autres petits cours d'eau. La commune possède un patrimoine naturel remarquable composé de deux zones naturelles d'intérêt écologique, faunistique et floristique.
Orincles est une commune rurale qui compte 361 habitants en 2022, après avoir connu un pic de population de 737 habitants en 1846. Elle fait partie de l'aire d'attraction de Tarbes.
Ses habitants sont appelés les Orinclois.

## Géographie

### Localisation
La commune d'Orincles se trouve dans le département des Hautes-Pyrénées, en région Occitanie.
Elle se situe à 12 km à vol d'oiseau de Tarbes, préfecture du département, et à 8 km d'Ossun, bureau centralisateur du canton d'Ossun dont dépend la commune depuis 2015 pour les élections départementales.
La commune fait en outre partie du bassin de vie de Lourdes.
Les communes les plus proches sont : 
Layrisse (1,3 km), Paréac (1,8 km), Barry (2,4 km), Visker (2,4 km), Escoubès-Pouts (2,5 km), Loucrup (2,6 km), Julos (2,9 km), Averan (2,9 km).
Sur le plan historique et culturel, Orincles fait partie de l’ancien comté de Bigorre, comté historique des Pyrénées françaises et de Gascogne créé au IXe siècle puis rattaché au domaine royal en 1302, inclus ensuite au comté de Foix en 1425 puis une nouvelle fois rattaché au royaume de France en 1607. La commune est dans le pays de Tarbes et de la Haute Bigorre.

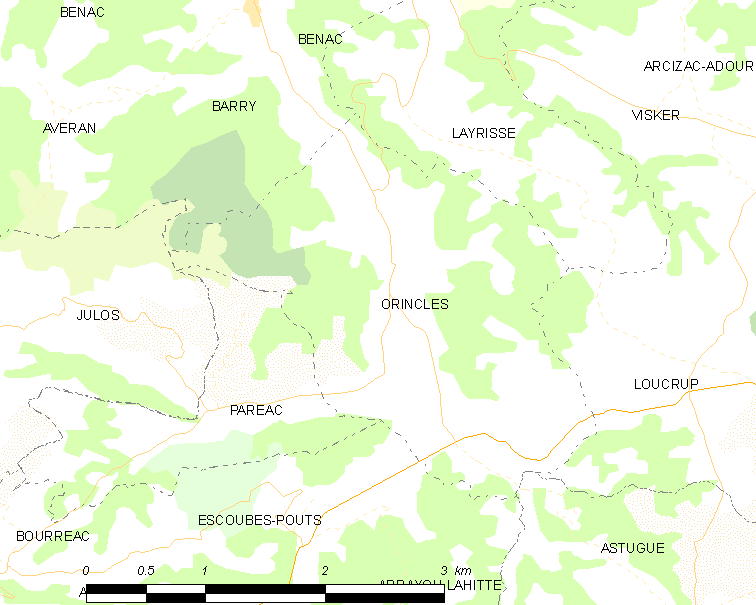
Carte de la commune d'Orincles et des proches communes.

| Barry  | Bénac          | Layrisse                 |
| Julos  | Orincles       | Loucrup                  |
| Paréac | Escoubès-Pouts | Astugue, Arrayou-Lahitte |

### Hydrographie

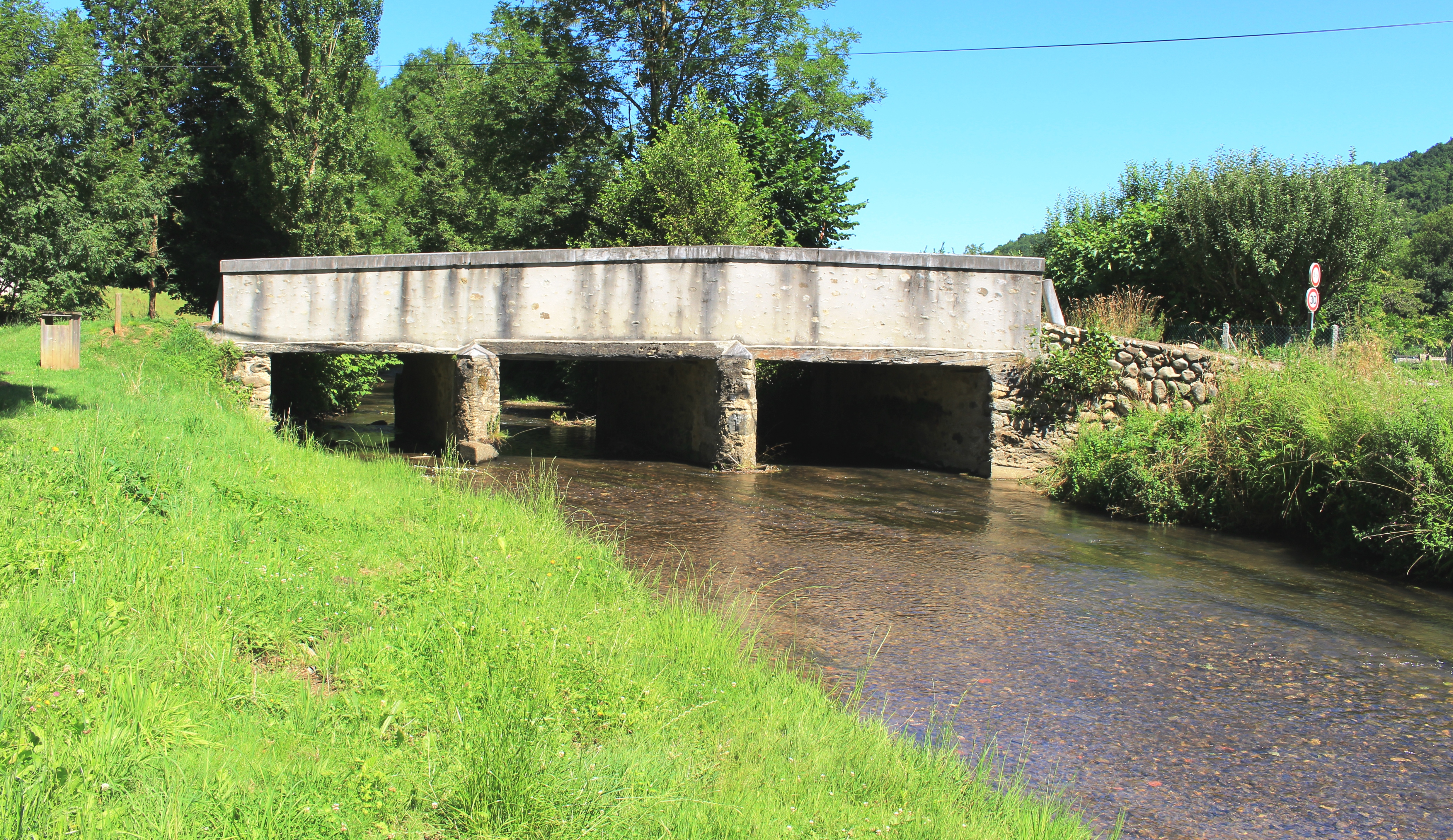
Le pont au-dessus de l'Échez.

Elle est drainée par l'Échez, la Géline, le ruisseau Garleyre et par divers petits cours d'eau, constituant un réseau hydrographique de 8 km de longueur totale,.
L'Échez, d'une longueur totale de 64,1 km, prend sa source dans la commune de Germs-sur-l'Oussouet et s'écoule vers le nord. Il traverse la commune et se jette dans l'Adour à Maubourguet, après avoir traversé 26 communes.
La Géline, d'une longueur totale de 20,8 km, prend sa source dans la commune d'Azereix et s'écoule du sud-ouest vers le nord-est. Il traverse la commune et se jette dans le canal de Luzerte à Saint-Lézer, après avoir traversé 12 communes.

### Climat
Le climat est tempéré de type océanique, en raison de l'influence proche de l'océan Atlantique situé à peu près 150 km plus à l'ouest. La proximité des Pyrénées fait que la commune profite d'un effet de foehn, il peut aussi y neiger en hiver, même si cela reste inhabituel.
| Mois                              | jan.  | fév.  | mars  | avril | mai   | juin  | jui.  | août  | sep.  | oct.  | nov.  | déc.  | année   |
| --------------------------------- | ----- | ----- | ----- | ----- | ----- | ----- | ----- | ----- | ----- | ----- | ----- | ----- | ------- |
| Température minimale moyenne (°C) | 0,6   | 1,3   | 2,7   | 5,2   | 8,3   | 11,6  | 14,1  | 13,9  | 11,7  | 8     | 3,6   | 1,3   | 6,9     |
| Température moyenne (°C)          | 5,3   | 6,1   | 7,8   | 10    | 13,3  | 16,7  | 19,3  | 19    | 17,2  | 13,3  | 8,5   | 5,8   | 11,9    |
| Température maximale moyenne (°C) | 9,9   | 11    | 12,9  | 14,8  | 18,3  | 21,7  | 24,5  | 24    | 22,6  | 18,6  | 13,4  | 10,4  | 16,8    |
| Ensoleillement (h)                | 108,8 | 118,8 | 155,6 | 157,2 | 181,3 | 191,5 | 215,5 | 196,4 | 194,5 | 164,4 | 124,4 | 104,4 | 1 912,8 |
| Précipitations (mm)               | 112,8 | 97,5  | 100,2 | 105,7 | 113,6 | 80,7  | 57,3  | 70,3  | 71    | 85,2  | 93    | 112,1 | 1 099,4 |

### Milieux naturels et biodiversité
L’inventaire des zones naturelles d'intérêt écologique, faunistique et floristique (ZNIEFF) a pour objectif de réaliser une couverture des zones les plus intéressantes sur le plan écologique, essentiellement dans la perspective d’améliorer la connaissance du patrimoine naturel national et de fournir aux différents décideurs un outil d’aide à la prise en compte de l’environnement dans l’aménagement du territoire.
Une ZNIEFF de type 1 est recensée sur la commune :
le « réseau hydrographique des Angles et du Bénaquès » (260 ha), couvrant 35 communes du département et une ZNIEFF de type 2, : 
les « coteaux et vallons des Angles et du Bénaquès » (12 879 ha), couvrant 45 communes du département.

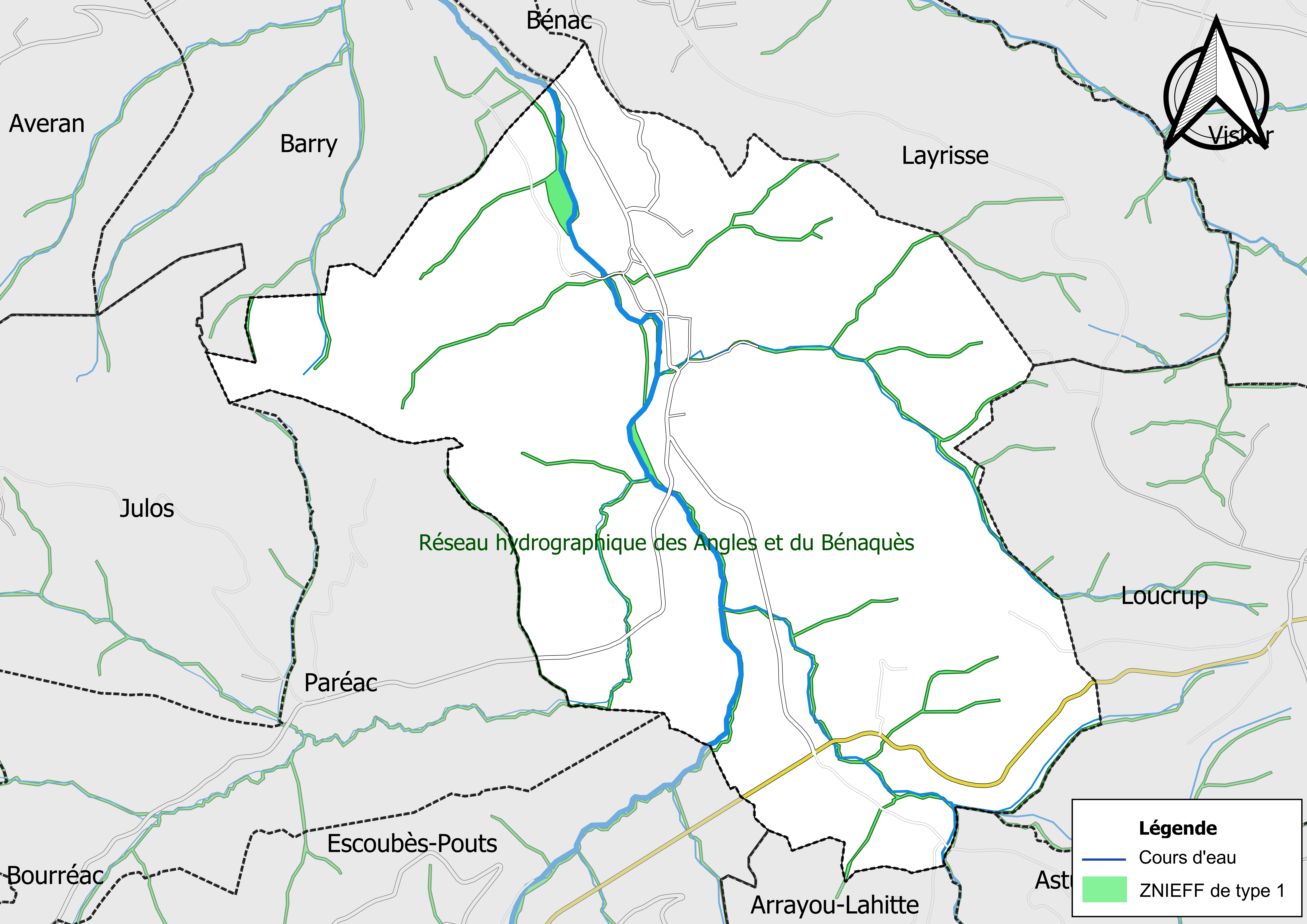
Carte de la ZNIEFF de type 1 sur la commune.
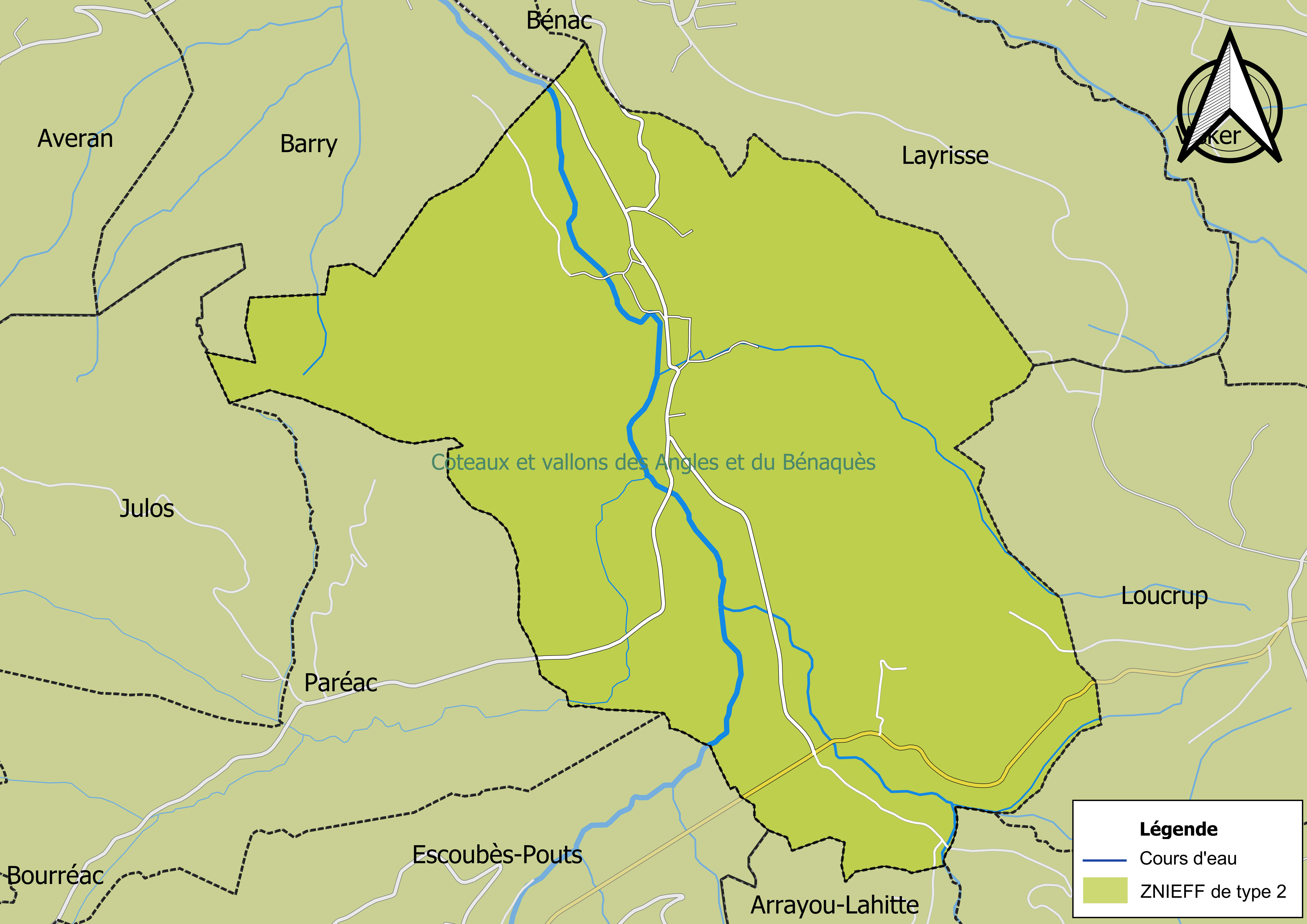
Carte de la ZNIEFF de type 2 sur la commune.

## Urbanisme

### Typologie
Au 1er janvier 2024, Orincles est catégorisée commune rurale à habitat dispersé, selon la nouvelle grille communale de densité à sept niveaux définie par l'Insee en 2022.
Elle est située hors unité urbaine. Par ailleurs la commune fait partie de l'aire d'attraction de Tarbes, dont elle est une commune de la couronne,. Cette aire, qui regroupe 153 communes, est catégorisée dans les aires de 50 000 à moins de 200 000 habitants,.

### Occupation des sols
L'occupation des sols de la commune, telle qu'elle ressort de la base de données européenne d’occupation biophysique des sols Corine Land Cover (CLC), est marquée par l'importance des territoires agricoles (54,4 % en 2018), en diminution par rapport à 1990 (58,7 %). La répartition détaillée en 2018 est la suivante : 
forêts (41 %), zones agricoles hétérogènes (31,5 %), prairies (22,9 %), zones urbanisées (4,4 %), milieux à végétation arbustive et/ou herbacée (0,3 %).
L'IGN met par ailleurs à disposition un outil en ligne permettant de comparer l’évolution dans le temps de l’occupation des sols de la commune (ou de territoires à des échelles différentes). Plusieurs époques sont accessibles sous forme de cartes ou photos aériennes : la carte de Cassini (XVIIIe siècle), la carte d'état-major (1820-1866) et la période actuelle (1950 à aujourd'hui).

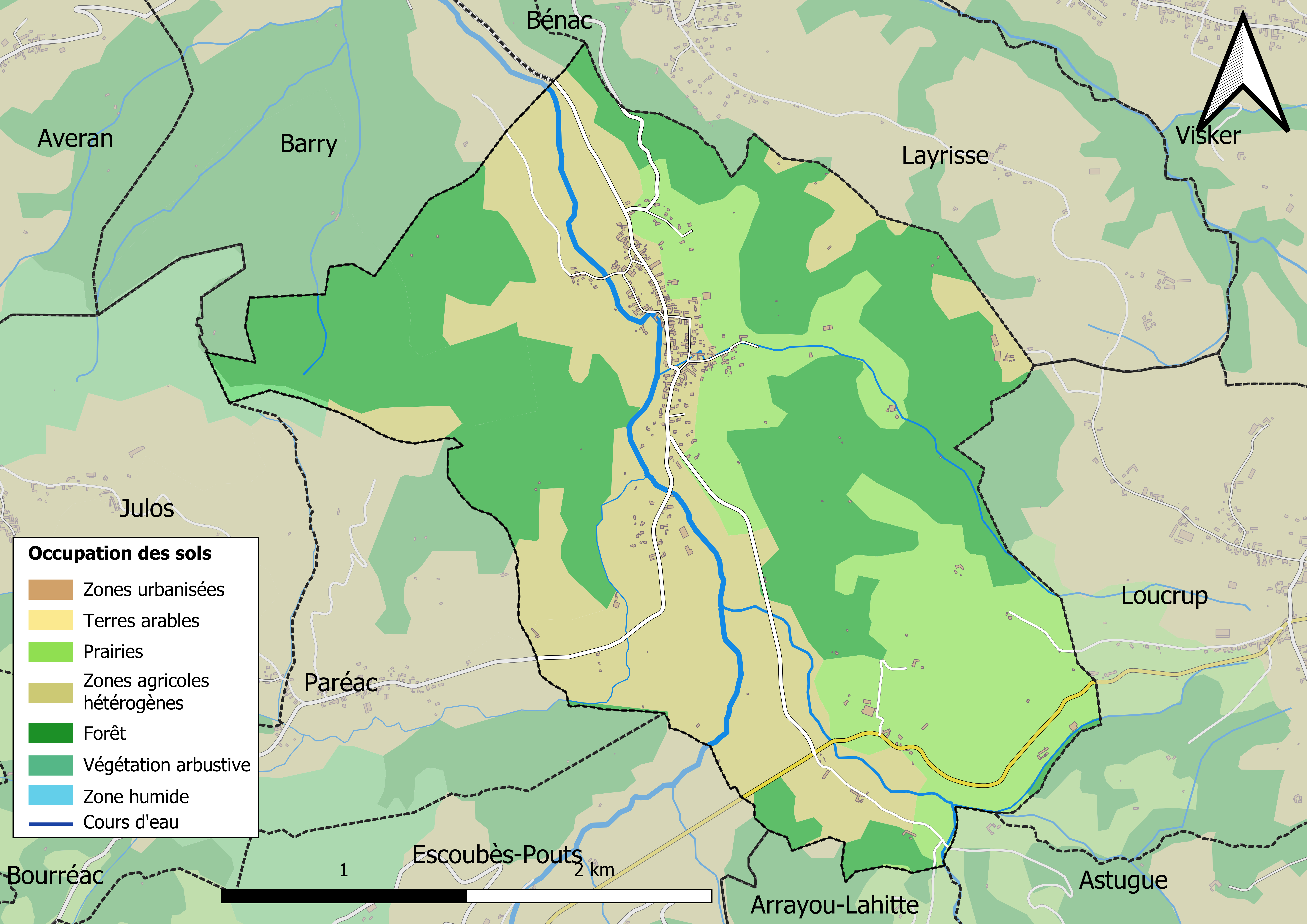
Carte des infrastructures et de l'occupation des sols en 2018 (CLC) de la commune.
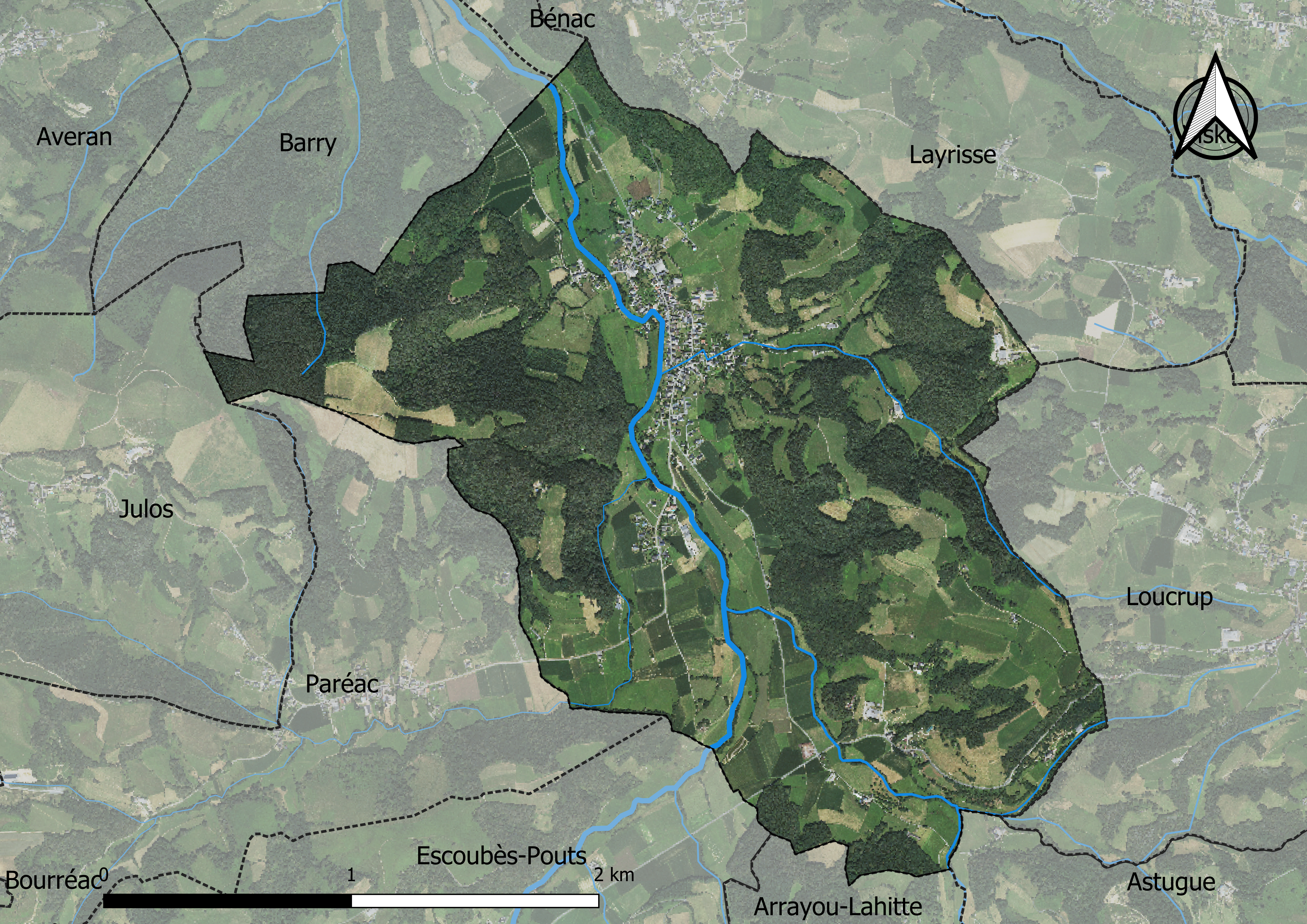
Carte orthophotogrammétrique de la commune.

### Logement
En 2012, le nombre total de logements dans la commune est de 165.

Parmi ces logements, 82,5 % sont des résidences principales, 10,0 % des résidences secondaires et 7,5 % des logements vacants.

### Voies de communication et transports
Cette commune est desservie par la route départementale D 937 et par les routes départementales D 7 et D 203.

### Risques majeurs
Le territoire de la commune d'Orincles est vulnérable à différents aléas naturels : météorologiques (tempête, orage, neige, grand froid, canicule ou sécheresse), inondations, mouvements de terrains et séisme (sismicité moyenne). Un site publié par le BRGM permet d'évaluer simplement et rapidement les risques d'un bien localisé soit par son adresse soit par le numéro de sa parcelle.
Certaines parties du territoire communal sont susceptibles d’être affectées par le risque d’inondation par débordement de cours d'eau, notamment l'Échez. La cartographie des zones inondables en ex-Midi-Pyrénées réalisée dans le cadre du XIe Contrat de plan État-région, visant à informer les citoyens et les décideurs sur le risque d’inondation, est accessible sur le site de la DREAL Occitanie. La commune a été reconnue en état de catastrophe naturelle au titre des dommages causés par les inondations et coulées de boue survenues en 1982, 1999, 2009, 2014, 2018 et 2019,.
Orincles est exposée au risque de feu de forêt. Un plan départemental de protection des forêts contre les incendies a été approuvé par arrêté préfectoral le 21 avril 2020 pour la période 2020-2029. Le précédent couvrait la période 2007-2017. L’emploi du feu est régi par deux types de réglementations. D’abord le code forestier et l’arrêté préfectoral du 27 octobre 2014, qui réglementent l’emploi du feu à moins de 200 m des espaces naturels combustibles sur l’ensemble du département. Ensuite celle établie dans le cadre de la lutte contre la pollution de l’air, qui interdit le brûlage des déchets verts des particuliers. L’écobuage est quant à lui réglementé dans le cadre de commissions locales d’écobuage (CLE)

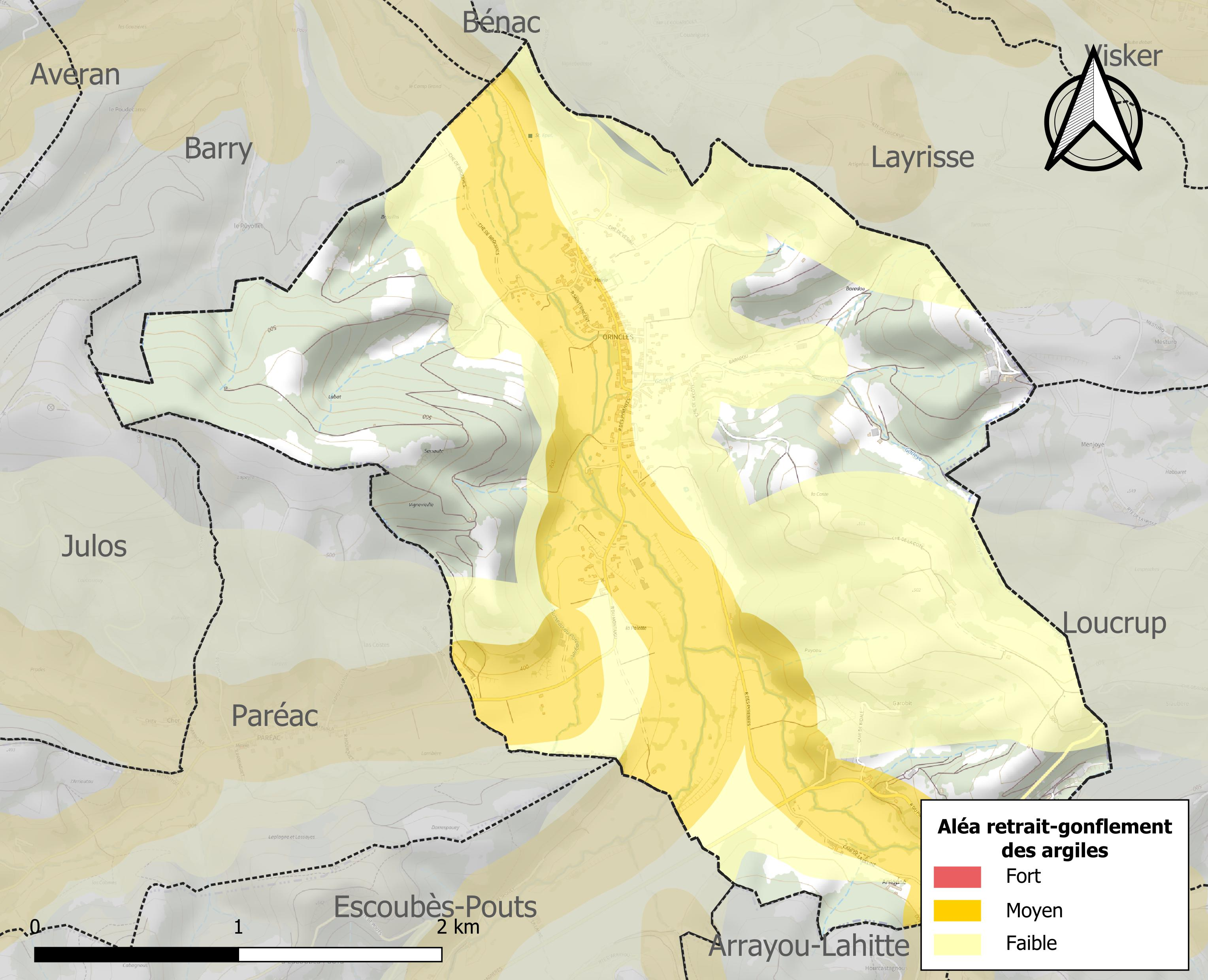
Carte des zones d'aléa retrait-gonflement des sols argileux d'Orincles.

Les mouvements de terrains susceptibles de se produire sur la commune sont des mouvements de sols liés à la présence d'argile et des tassements différentiels.
Le retrait-gonflement des sols argileux est susceptible d'engendrer des dommages importants aux bâtiments en cas d’alternance de périodes de sécheresse et de pluie. 26,7 % de la superficie communale est en aléa moyen ou fort (44,5 % au niveau départemental et 48,5 % au niveau national). Sur les 163 bâtiments dénombrés sur la commune en 2019, 99 sont en aléa moyen ou fort, soit 61 %, à comparer aux 75 % au niveau départemental et 54 % au niveau national. Une cartographie de l'exposition du territoire national au retrait gonflement des sols argileux est disponible sur le site du BRGM,.
Par ailleurs, afin de mieux appréhender le risque d’affaissement de terrain, l'inventaire national des cavités souterraines permet de localiser celles situées sur la commune.
Concernant les mouvements de terrains, la commune a été reconnue en état de catastrophe naturelle au titre des dommages causés par des mouvements de terrain en 1999.

## Toponymie

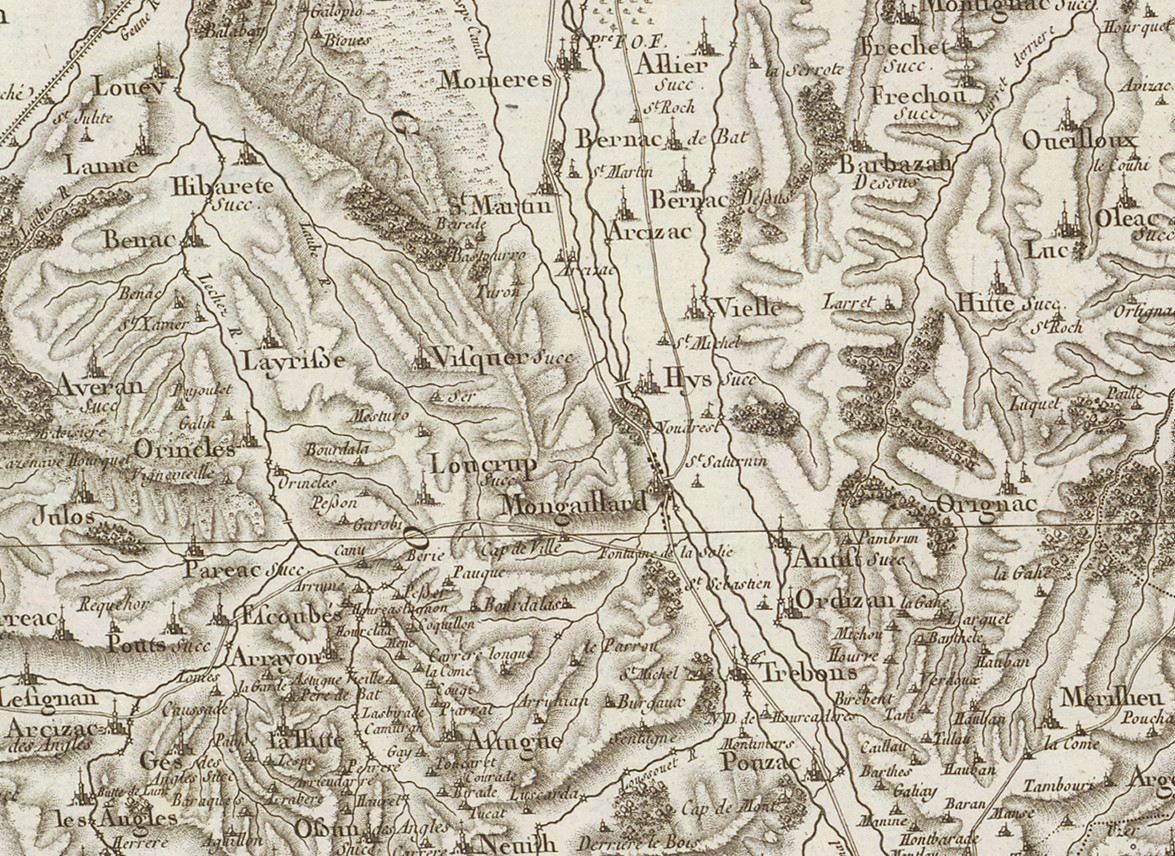
Extrait de la carte de Cassini (entre 1756 et 1789) situant Orincles à l'ouest de Montgaillard.

On trouvera les principales informations dans le Dictionnaire toponymique des communes des Hautes-Pyrénées de Michel Grosclaude et Jean-François Le Nail qui rapporte les dénominations historiques du village :
Dénominations historiques :
- Fortanerio de Orinclis, latin (v. 1180, cartulaire de  Saint-Savin) ;
- Orincles (1285, montre Bigorre ; 1342, pouillé de Tarbes) ;
- De Orinclis, latin (1313, Debita regi Navarre ; 1379, procuration Tarbes) ;
- Orinclas (1429, censier de Bigorre) ;
- Orincles (fin XVIIIe siècle, carte de Cassini).

Nom occitan : Aurinclas.

## Histoire

### Cadastre napoléonien d'Orincles
Le plan cadastral napoléonien d'Orincles est consultable sur le site des archives départementales des Hautes-Pyrénées.

## Politique et administration

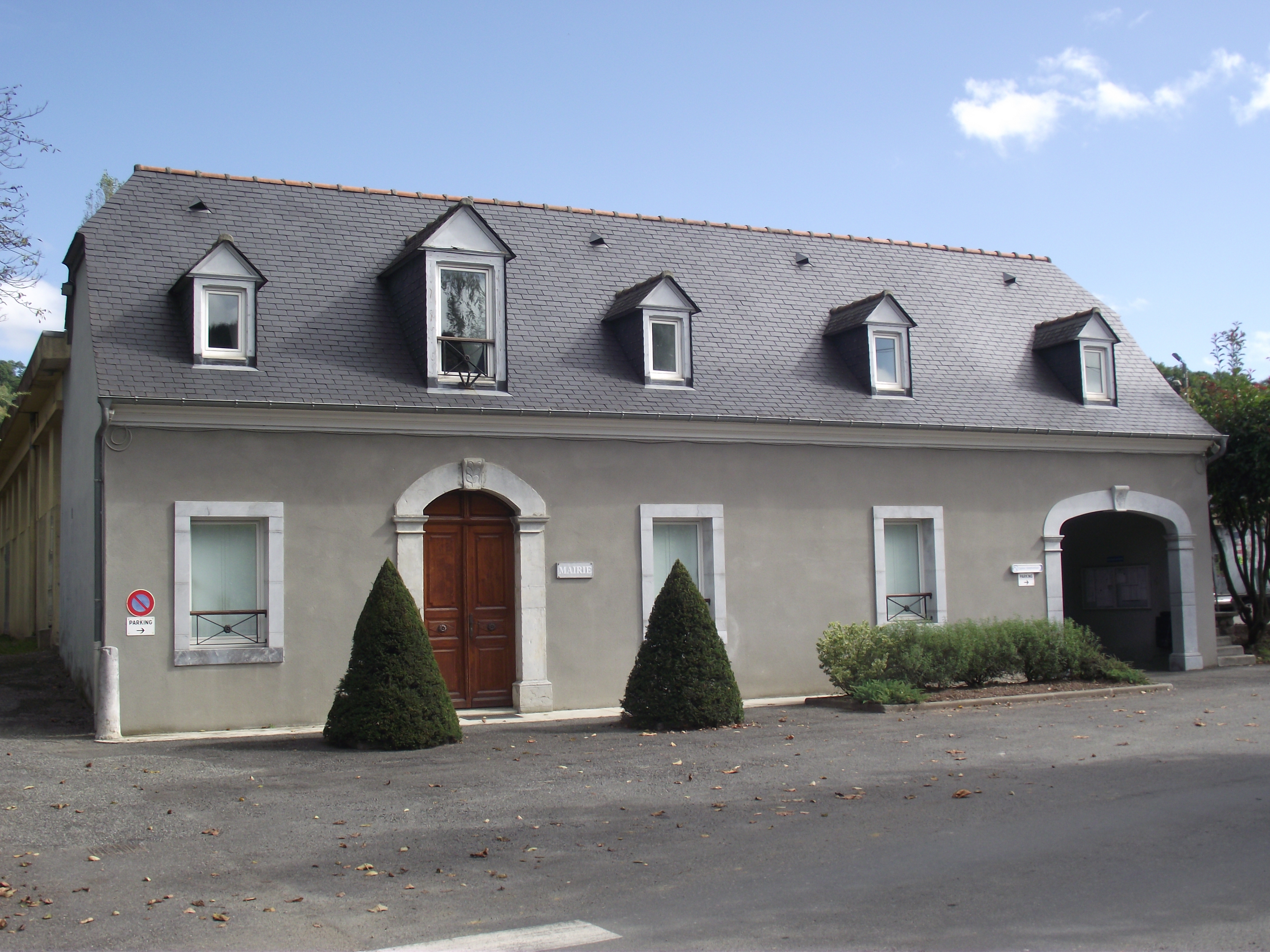
Mairie

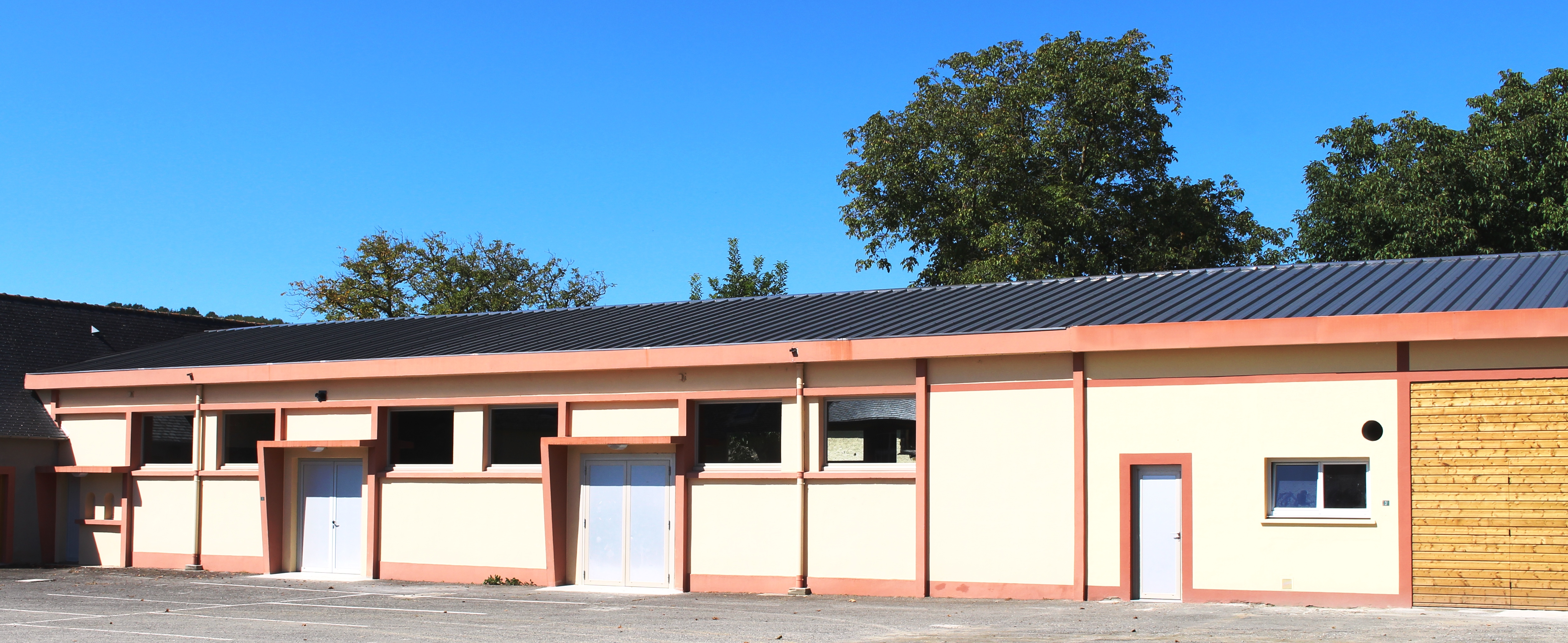
Le foyer rural en 2017.

### Liste des maires
| Période                                  | Période   | Identité            | Étiquette | Qualité |
| ---------------------------------------- | --------- | ------------------- | --------- | ------- |
| Les données manquantes sont à compléter. |           |                     |           |         |
| avant 1879                               |           | Dominique Doustalet |           |         |
|                                          |           |                     |           |         |
| mars 1995                                | mars 2008 | Jean-Marc Fontan    |           |         |
| mars 2008                                | En cours  | Serge Duclos        |           |         |

### Rattachements administratifs et électoraux

#### Historique administratif
Pays et sénéchaussée  de Bigorre, quarteron de Lourdes, marquisat de Bénac, canton d'Ossun (depuis 1790]).

#### Intercommunalité
Orincles ppartient à la Communauté d'agglomération Tarbes-Lourdes-Pyrénées créée en janvier 2017 et qui réunit 86 communes.

## Population et société

### Démographie

#### Évolution démographique

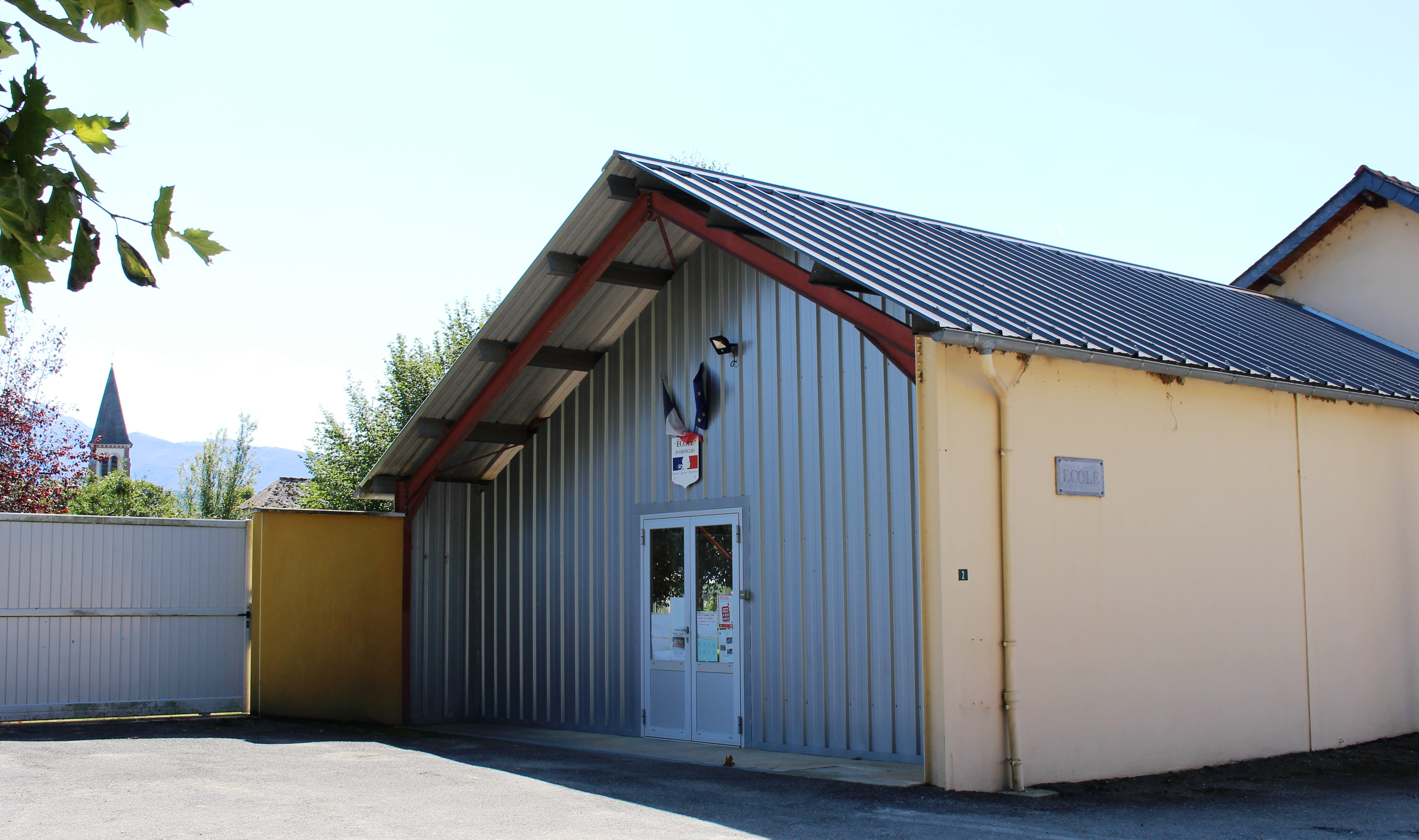
L’école maternelle en 2017.

| 1793 | 1800 | 1806 | 1821 | 1831 | 1836 | 1841 | 1846 | 1851 |
| ---- | ---- | ---- | ---- | ---- | ---- | ---- | ---- | ---- |
| 550  | 557  | 538  | 629  | 705  | 690  | 710  | 737  | 734  |

| 1856 | 1861 | 1866 | 1876 | 1881 | 1886 | 1891 | 1896 | 1901 |
| ---- | ---- | ---- | ---- | ---- | ---- | ---- | ---- | ---- |
| 625  | 625  | 631  | 642  | 656  | 628  | 564  | 544  | 544  |

| 1906 | 1911 | 1921 | 1926 | 1931 | 1936 | 1946 | 1954 | 1962 |
| ---- | ---- | ---- | ---- | ---- | ---- | ---- | ---- | ---- |
| 503  | 446  | 388  | 396  | 384  | 352  | 312  | 309  | 280  |

| 1968 | 1975 | 1982 | 1990 | 1999 | 2006 | 2011 | 2016 | 2021 |
| ---- | ---- | ---- | ---- | ---- | ---- | ---- | ---- | ---- |
| 282  | 251  | 252  | 236  | 261  | 300  | 327  | 335  | 350  |

| 2022 | - | - | - | - | - | - | - | - |
| ---- | - | - | - | - | - | - | - | - |
| 361  | - | - | - | - | - | - | - | - |

### Enseignement
La commune dépend de l'académie de Toulouse. Elle dispose d’une école en 2017.
- École maternelle.

### Sports
La commune compte un plantier et un terrain de football.

#### Pratique de la quille de neuf
Le village dispose d'un club de quilles de neuf qui se réunit, au plantier, le lundi et le mercredi soir à partir de 18 heures.

#### Clubs sportifs du Marquisat
Louey abrite des clubs sportifs de : 
- football : U.S. Marquisat
- rugby à XV :  R.C. Louey Marquisat comptant des joueurs dans une dizaine de villages dont Orincles.

## Économie

### Revenus
En 2018, la commune compte 137 ménages fiscaux, regroupant 343 personnes. La médiane du revenu disponible par unité de consommation est de 22 240 € (20 420 € dans le département).

### Emploi
|                | 2008  | 2013  | 2018  |
| -------------- | ----- | ----- | ----- |
| Commune        | 2,7 % | 3,4 % | 7 %   |
| Département    | 7,7 % | 9,4 % | 9,8 % |
| France entière | 8,3 % | 10 %  | 10 %  |

En 2018, la population âgée de 15 à 64 ans s'élève à 197 personnes, parmi lesquelles on compte 81,1 % d'actifs (74,1 % ayant un emploi et 7 % de chômeurs) et 18,9 % d'inactifs,. Depuis 2008, le taux de chômage communal (au sens du recensement) des 15-64 ans est inférieur à celui de la France et du département.
La commune fait partie de la couronne de l'aire d'attraction de Tarbes, du fait qu'au moins 15 % des actifs travaillent dans le pôle,. Elle compte 35 emplois en 2018, contre 37 en 2013 et 30 en 2008. Le nombre d'actifs ayant un emploi résidant dans la commune est de 148, soit un indicateur de concentration d'emploi de 23,6 % et un taux d'activité parmi les 15 ans ou plus de 62,6 %.
Sur ces 148 actifs de 15 ans ou plus ayant un emploi, 20 travaillent dans la commune, soit 13 % des habitants. Pour se rendre au travail, 91,3 % des habitants utilisent un véhicule personnel ou de fonction à quatre roues, 1,3 % s'y rendent en deux-roues, à vélo ou à pied et 7,4 % n'ont pas besoin de transport (travail au domicile).

### Activités
Orincles compte plusieurs exploitations agricoles tournées principalement vers l'élevage bovin herbager en système allaitant et la culture du maïs.
Un camping, un hôtel et des chambres d'hôtes accueillent les visiteurs.
Plusieurs artisans y exercent le métier de charpentier...

## Culture locale et patrimoine

### Lieux et monuments

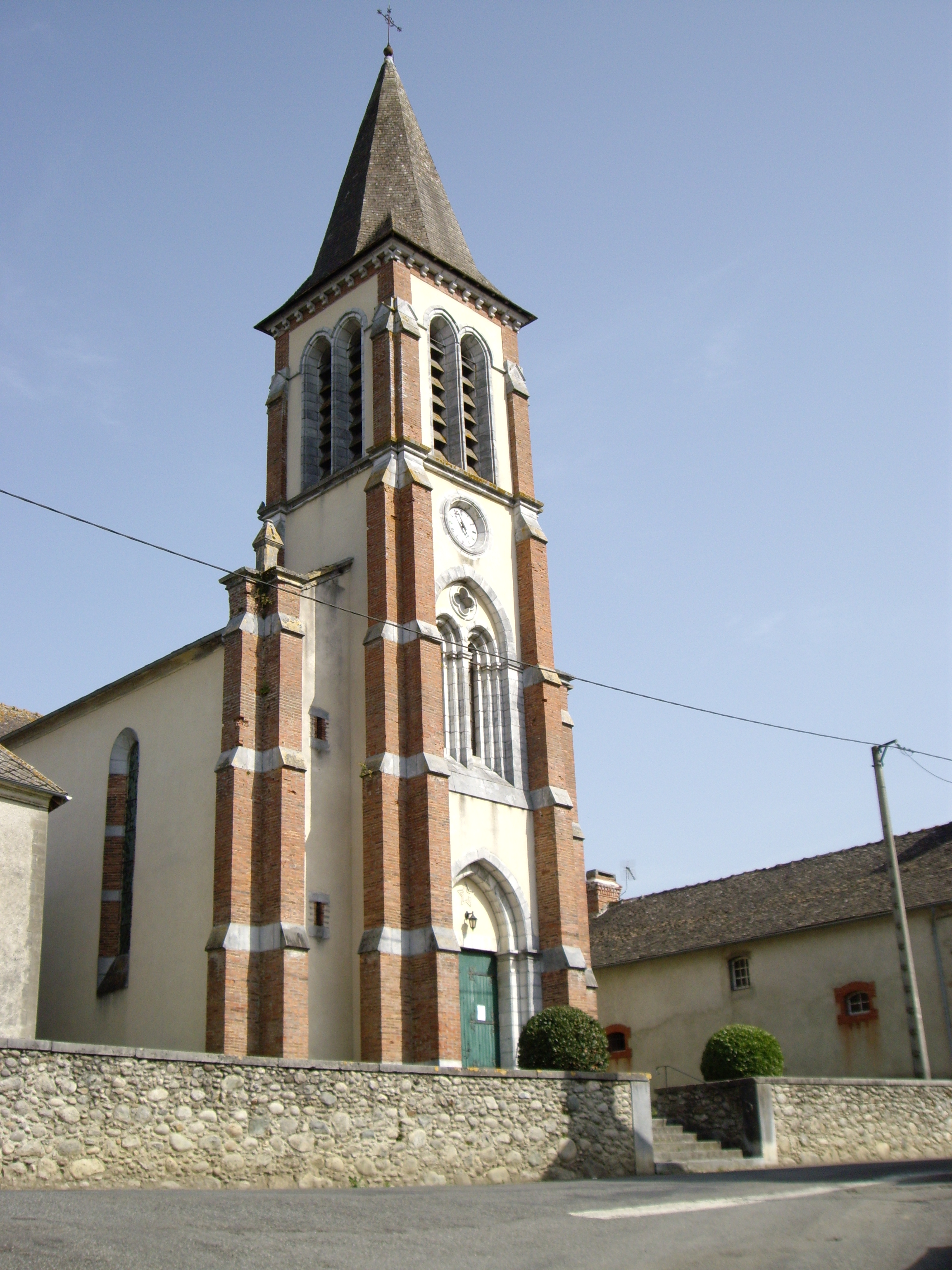
L'église Saint-Vincent.

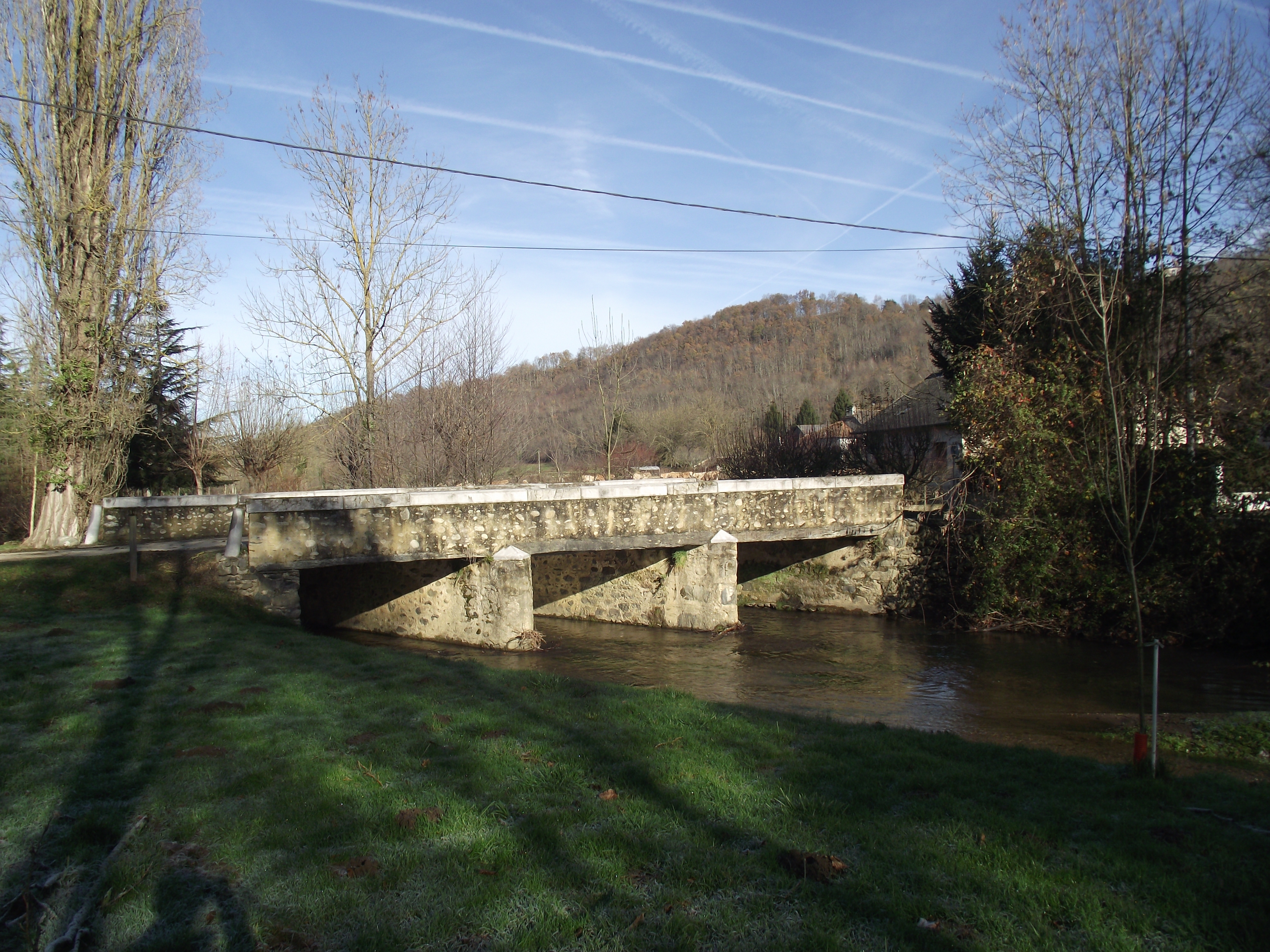
Pont Saint-Vincent.

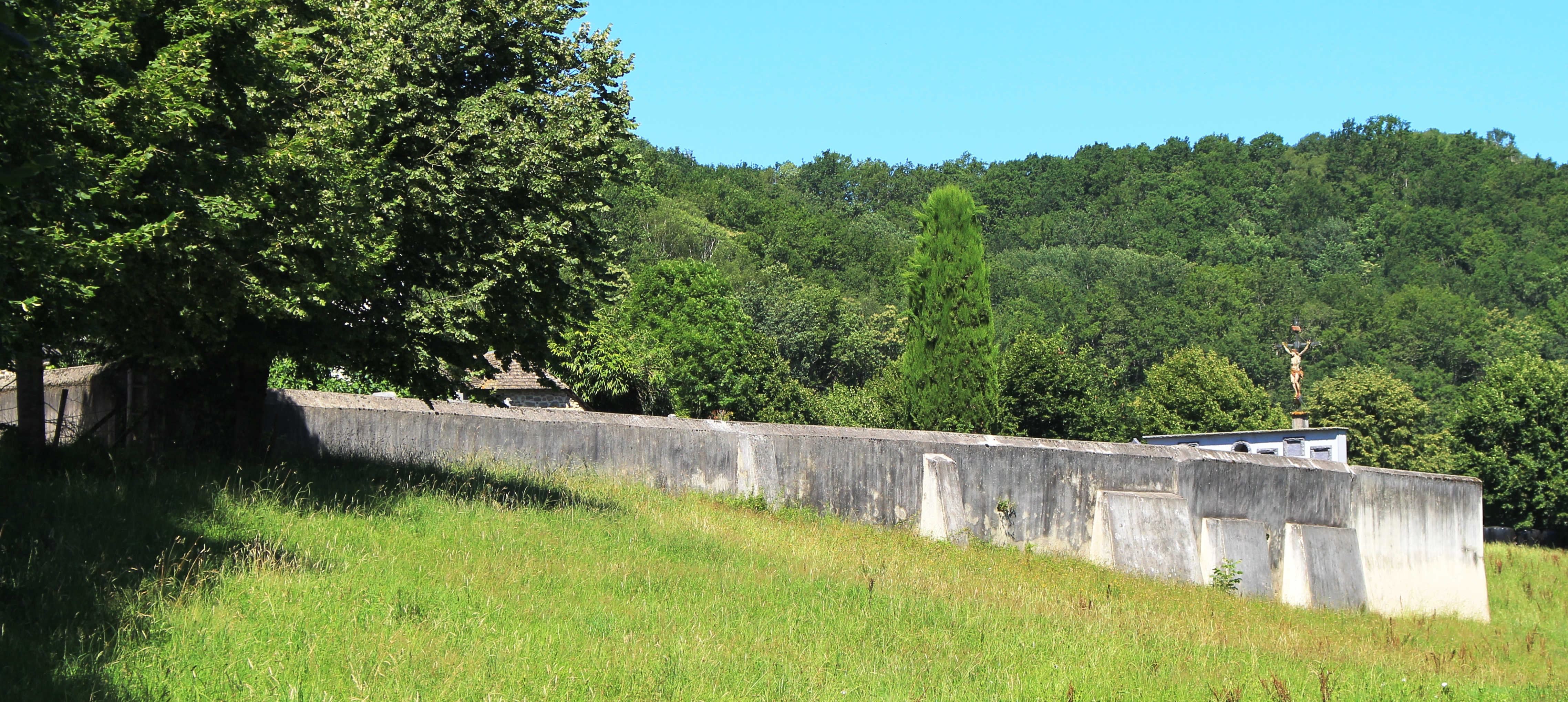
Le cimetière en 2021.

#### Édifices publics et architecture vernaculaire
La mairie a été reconstruite selon la tradition bigourdane. Sa façade est pourvue d'encadrements en pierre anciens et neufs. Son pourtour est agrémenté d'un espace paysagé organisé autour d'une fontaine « tête de lion ». D'autres aménagements récents perpétuent l'architecture vernaculaire : arrêts d'autobus, murets...
De nombreuses habitations à l'architecture similaire sont visibles dans le village dont les logements communaux.

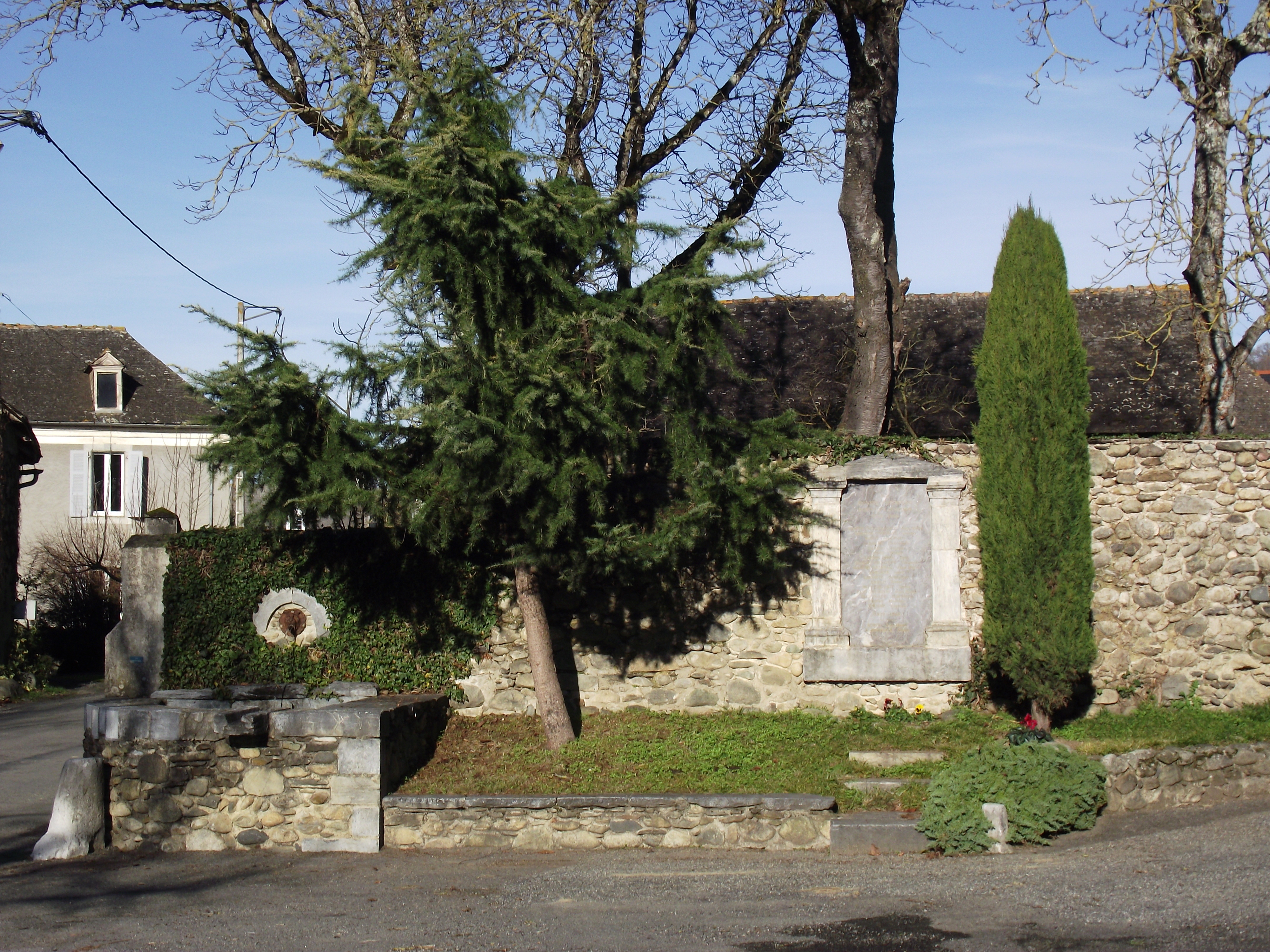
Monument aux morts.
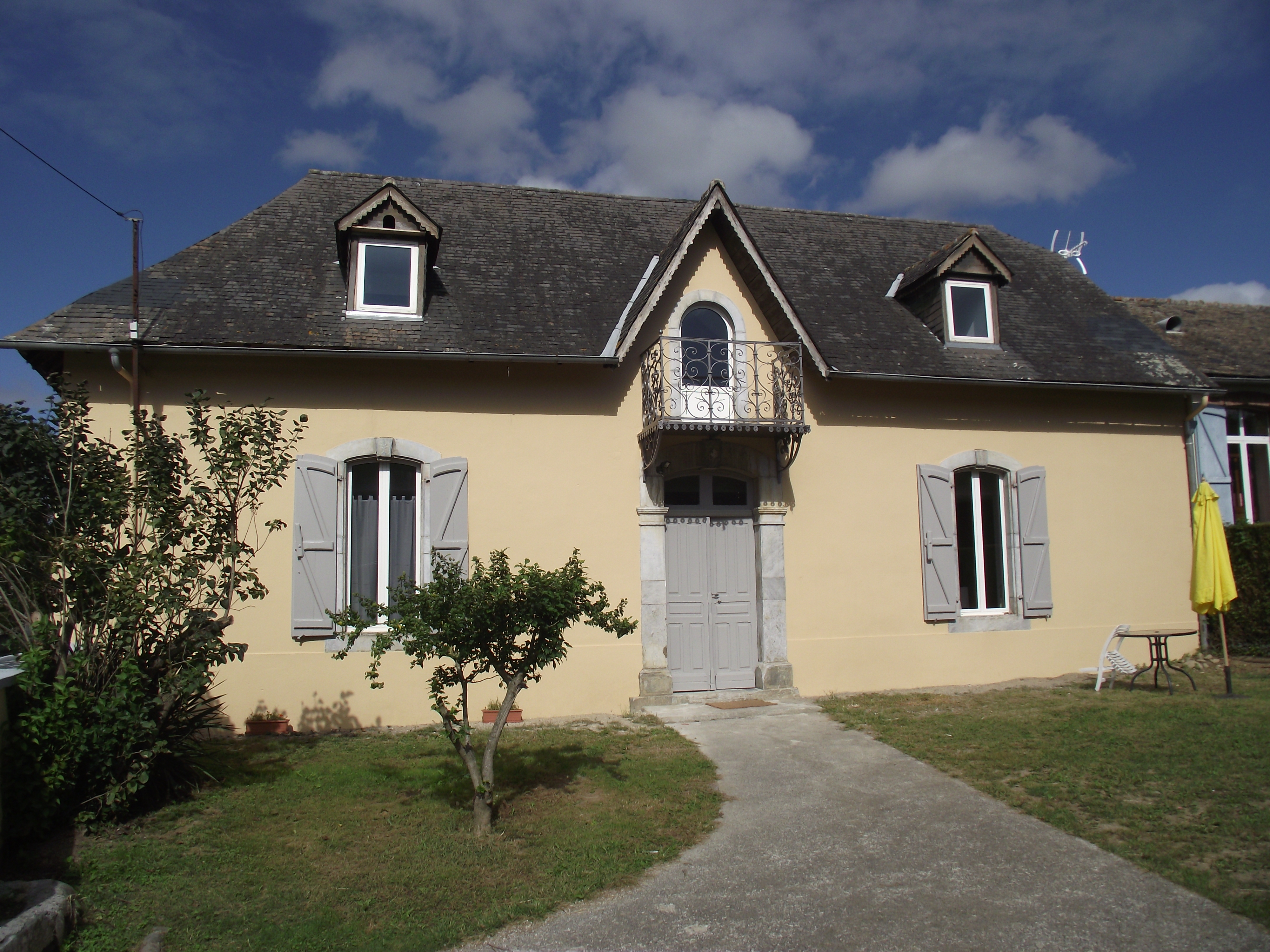
Logements communaux.

#### Rives de l'Échez et anciens lieux de production
Les rives de l'Échez sont accessibles aux abords du pont Saint-Vincent et des ruines de l'ancienne scierie.
Un des deux anciens moulins qui bordent ce cours d'eau est devenu un gîte. Les propriétaires l'ont restauré en gardant les indices de ses fonctions précédentes.

#### Patrimoine religieux
L'église Saint-Vincent est un édifice d'inspiration gothique alliant brique rouge et pierre grise.
Selon les usages d'antan, des croix monumentales sont disposées à certains carrefours ou aux abords de l'église.

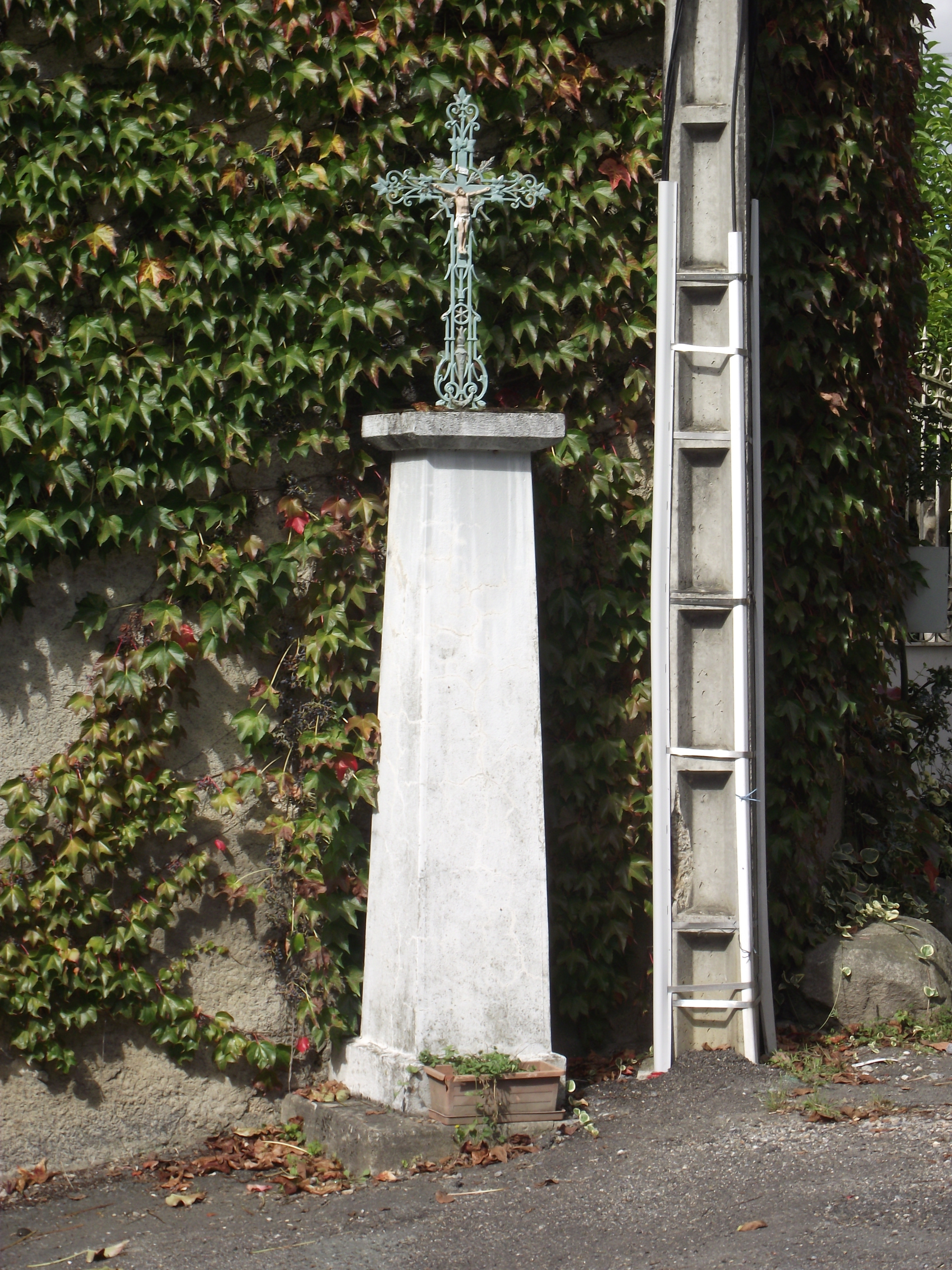
Croix monumentales.
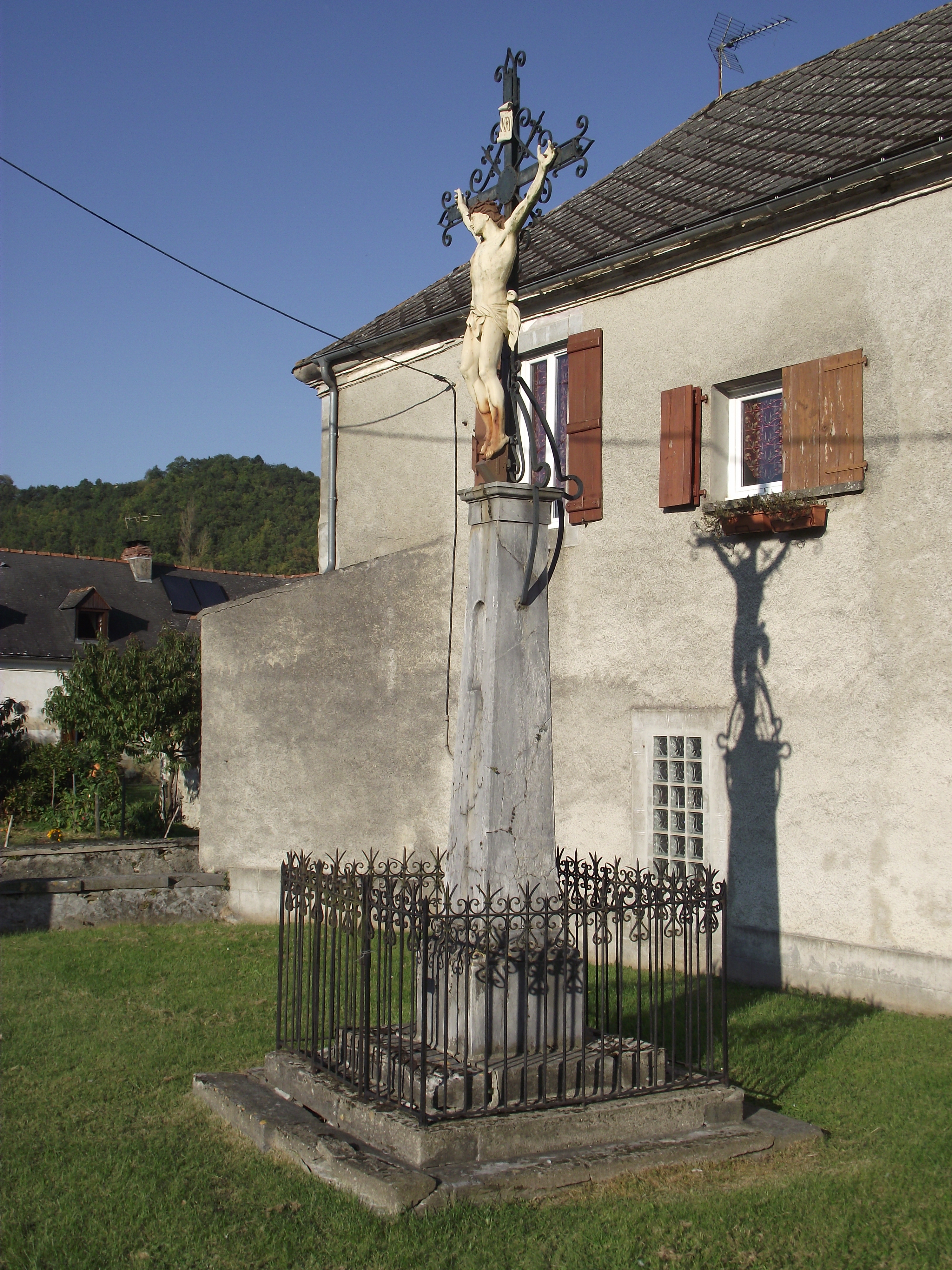
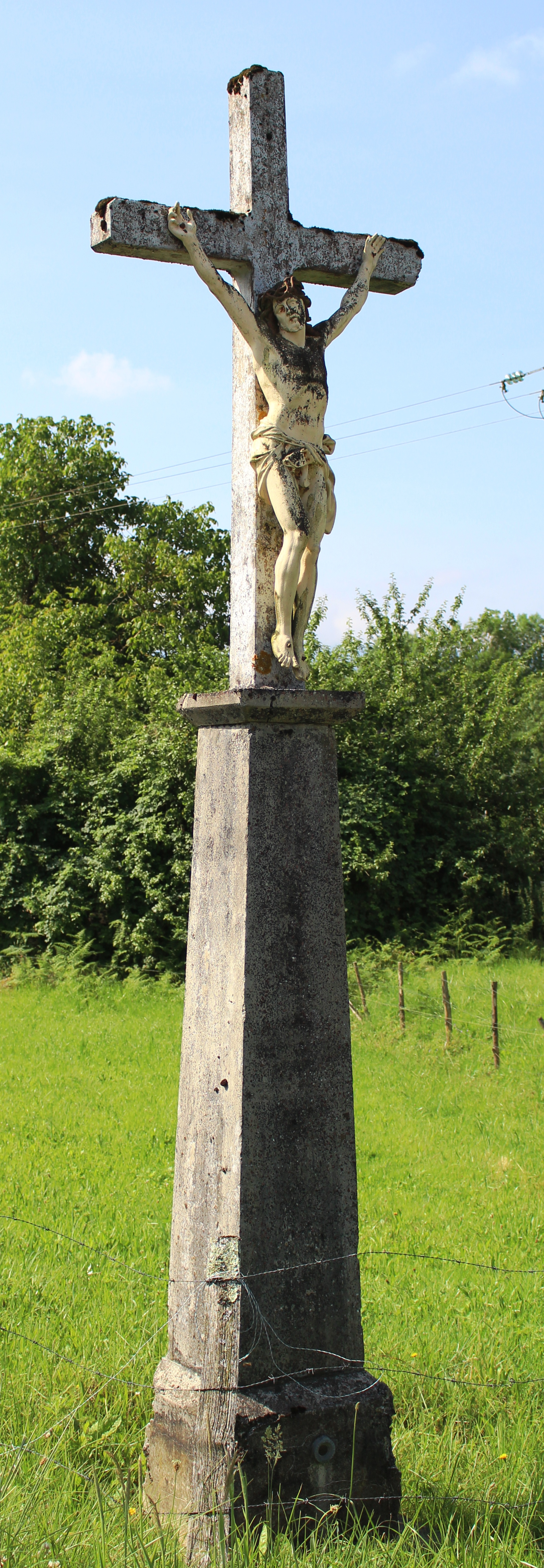
Une croix.
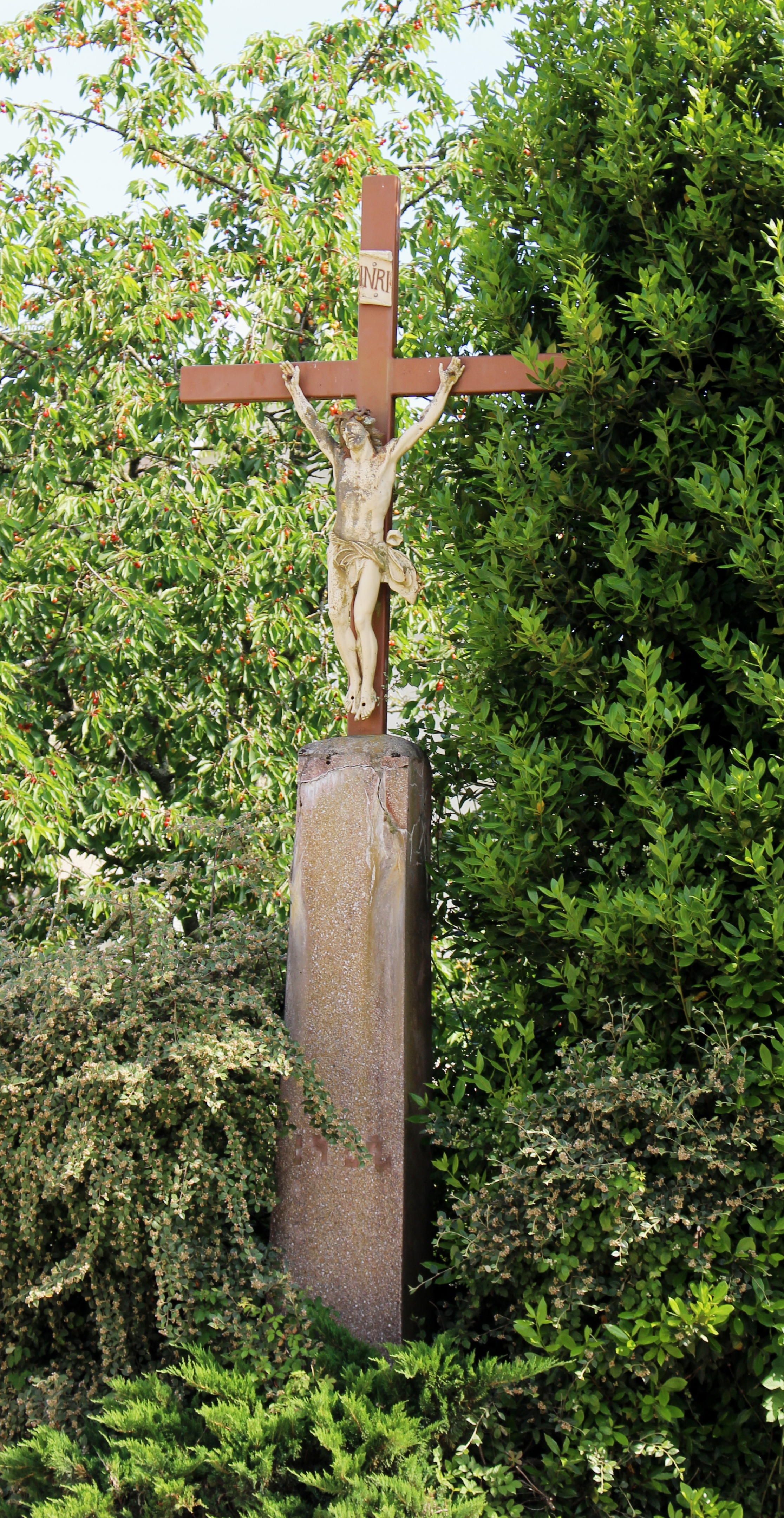

### Héraldique
| Blason | Blasonnement : D'azur à une truie d'argent sur un mont de sinople chargé d'un besant d'or, au chef d'or chargé d'une croisette de sable. Commentaires : Blason officiel. |